# 第16届中国金鸡百花电影节
第16屆金雞百花電影節于2007年10月24日至10月27日在中國江苏省苏州市舉行，本屆電影節形象大使為祖籍苏州的電影演員刘嘉玲。

## 參展影片

### 國產新片推介
- 《笛声何处》[2]
- 《晋州女人》导演：潘婕[3]

### 李行電影展
本届金鸡百花电影节的影人专题展映为台湾著名导演李行的七部电影展映：
- 《婉君表妹》
- 《哑女情深》
- 《吾土吾民》
- 《养鸭人家》
- 《海韵》
- 《秋决》
- 《原乡人》

### 香港经典电影回顾展
本届回顾展上集中展映了从上个世纪80年代到本世纪初的八部优秀香港影片：
- 《父子情》导演：方育平
- 《人在纽约》导演：关锦鹏
- 《飞跃黄昏》导演：张之亮
- 《笼民》导演：张之亮
- 《新龙门客栈》导演：徐克
- 《虎度门》导演：舒琪
- 《少林足球》导演：周星驰
- 《童梦奇缘》导演：陈德森

### 水城影展
“水城影展――威尼斯电影节华语获奖片展映”展映了三部在威尼斯电影节获奖的华语影片，因当时李安导演的《色·戒》尚未在内地公映，故被临时取消。时任威尼斯电影节的主席马克·穆勒出席。
- 《一个也不能少》 导演：张艺谋
- 《三峡好人》 导演：贾樟柯
- 《马背上的法庭》 导演：刘杰

## 獲獎名單
本屆頒發的是第26屆中國電影金雞獎。
- 最佳故事片：《云水谣》
- 最佳紀錄片：《又见梅兰芳》
- 最佳科教片：《圆明园》
- 最佳美術片：《勇士》
- 最佳戲曲片：空缺
- 最佳兒童片：《走路上學》
- 最佳數字電影：《棋王和他的儿子》
- 最佳導演：尹力（《云水谣》）、戚健（《天狗》）
- 最佳導演處女作：安澜（《夜袭》）
- 最佳編劇：张思涛、唐灏、张弛、胡坤（《东京审判》）
- 最佳男主角：富大龙（《天狗》）
- 最佳女主角：刘嘉玲（《好奇害死猫》）、颜丙燕（《爱情的牙齿》）
- 最佳男配角：王霙（《我的长征》）
- 最佳女配角：小香玉（《鸡犬不宁》）
- 最佳攝影：曾念平（《门》）
- 最佳美術：易振洲（《墨攻》）
- 最佳音樂：舒楠（《香巴拉信使》）
- 評委會特别荣誉獎：《我的长征》
- 評委會故事片獎：《八月一日》
- 終身成就獎：张瑞芳、陆柱国
- 联合国教科文组织特别文化贡献奖：柳城

## 外部連結
- 新浪專題